# Съпротивление (Междузвездни войни)
Вижте пояснителната страница за други значения на Съпротивление.
Съпротивата е мироопазваща организация, която е формирана от Съюз за възстановяване на Републиката и появява в седмия филм. Противоположност е на Първия ред. Името му е представено на 17 април 2015.

## Места
- Джаку (столица)

## Членове
- Люк Скайуокър
- Принцеса Лея Органа
- Хан Соло
- Чубака
- C-3PO
- R2-D2
- Адмирал Акбар
- BB-8
- Фин
- Рей
- Поуи Дамерън

## Превозни средства
- Хилядолетният сокол
- T-70 X-файтъри